# 軍事情報
軍事情報（英語：Military intelligence），係指運用在軍事用途上的情報，屬於情報活動的其中一種。收集軍事情報的目的在提供大量有用的資訊，並加以分析建議，以輔助決策者制定軍事戰略。
軍事情報的收集範圍與目標不一定限於敵對勢力，也有可能收集軍事同盟、友好勢力，或者中立勢力。世界上大多數國家都有至少兩個以上的軍事情報收集單位，以提供交叉比對參考。

## 歷史
自從有軍隊這個為了戰爭存在的武裝組織出現以來，軍事情報的收集也伴隨在世界軍事史之中。目前已知最早的軍事情報收集活動記載，為古埃及的諜報，但為專屬滲透任務，與現代定義的軍事情報收集人員不同。《六韜》〈龍韜-王翼〉篇中，已有古代軍事情報人員分類的論述，但軍事情報要真正形成專門系統的學問或工作，需至冷兵器時代結束以後。因為在此之前的軍事情報收集工作，多以人力為主。二戰時期，為了戰爭需要，軍事科技技術的快速發展，也使得軍事情報的收集手段轉趨多元化，因此各國先後成立專門的軍事情報組織。

## 範圍
包括一國的軍隊編制、訓練、武器裝備之數量、武器類型、軍事部署、作戰計畫、該國相關科技產業的技術力水準，該國的生產力等。

## 特性
1. 目的性：是針對於國家與軍隊的戰略目標需要而收集。
2. 準確性：軍事情報要求資訊內容的客觀、分析判斷的精準、報告推理的正確。
3. 時效性：軍事情報比起其他種類情報更注意即時。現代戰爭瞬息萬變，過時的情報參考價值會相對降低許多。
4. 連續性：軍事情報有時只是零散的片段，藉由連續的收集情報，有助於拼湊出完整的動態分析。
5. 預測性：軍事情報的內容需包含對未來可能變化的推測。
6. 機密性：由獲得來源與內容來判斷軍事情報的機密性，以推斷軍事情報的參考價值。
7. 多樣性：由於現代科技的進步，軍事情報獲得的手段與管道漸趨多元。

## 要素
構成軍事情報的要素為
1. 來源
2. 時間
3. 地點
4. 過程
5. 結果

所附要素越齊備，內容敘述越詳盡，其參考價值就越大。

## 分類
1. 戰略情報
2. 戰役情報
3. 戰術情報：其中又可分為公開情報，指經由各種公開管道(如報紙、廣播、電視、網路等)獲得；秘密來源情報，指經由不公開來源獲得的情報，如對方的洩密者，或間諜行動等不合法手段等，此種情報比公開情報參考價值更高。

## 著名軍事情報機構
- 中华民国国防部军事情报局
- 美国国防情报局
- 中國中央軍委聯合參謀部情報局
- 阿勃维尔
- 格魯烏